# Sławomir Sowiński
Sławomir Marek Sowiński (ur. 1968) – polski politolog, doktor habilitowany nauk społecznych w zakresie nauk o polityce, nauczyciel akademicki Uniwersytetu Kardynała Stefana Wyszyńskiego w Warszawie (UKSW), komentator polityczny.

## Życiorys
W 1994 ukończył studia politologiczne w Akademii Teologii Katolickiej w Warszawie (później przekształconej w UKSW). W 2013 na podstawie dorobku naukowego oraz monografii pt. Boskie cesarskie publiczne. Debata o legitymizacji Kościoła katolickiego w Polsce w sferze publicznej w latach 1989–2010 uzyskał w Instytucie Studiów Politycznych Polskiej Akademii Nauk stopień naukowy doktora habilitowanego nauk społecznych w dyscyplinie nauki o polityce.
Został adiunktem w Instytucie Politologii Wydziału Nauk Historycznych i Społecznych Uniwersytetu Kardynała Stefana Wyszyńskiego w Warszawie.
Redaktor i współautor książek: Europa drogą Kościoła. Jan Paweł II o Europie i europejskości (2003, wraz z Radosławem Zenderowskim) oraz Dzieci Soboru zadają pytania (1996), współredaktor pracy Religia i konserwatyzm: sprzymierzeńcy czy konkurenci? (2004, z Piotrem Mazurkiewiczem) oraz „Ile Kościoła w polityce, ile polityki w Kościele” (2009 z P. Burgońskim), redaktor pracy „Etyka w życiu publicznym” (2012). Publikował w „Rzeczpospolitej”, „Więzi”, „Ethosie”, „Tygodniku Powszechnym”, „Gościu Niedzielnym”. Jest członkiem Zespołu Laboratorium WIĘZI.
W 2006 otrzymał Brązowy Krzyż Zasługi.